# Луцкий, Феликс Николаевич
Фе́ликс Никола́евич Лу́цкий (род. 2 ноября 1969, Витебск, БССР, СССР) — певец, поэт, композитор.

## Биография
Феликс Луцкий родился 2 ноября 1969 года в Витебске в семье музыкантов Николая Петровича и Ларисы Романовны Луцких. В возрасте шести лет Феликс поступил в музыкальную школу по классу фортепиано. С 1987 года по 1989 год служил в советских войсках ПВО в Пермской области (г. Кунгур), старшиной оркестра.
В 1991 году переехал на постоянное место жительства в США, где сразу начал работать в известных музыкальных коллективах Бостона и Нью-Йорка. Совмещая работу в США, почти каждый год посещал Украину и Белоруссию, участвуя в музыкальных проектах. В 2008 и 2009 годы стал лауреатом Фестиваля «Золотi піснi року» Украины (как композитор), и в 2013 стал лауреатом Национальной музыкальной премии Беларуси как автор песни (композитор) «Следы апостолов» к сериалу «Следы апостолов».

## Личная жизнь
Женат на участнице проекта «Голос» Ренате Волкиевич. Имеет четверых детей: Дэниел и троих от предыдущих браков: Регина — 30 лет, Денис — 26 лет, Саша — 15 лет.

## Творчество
В 2010 году вышел первый сольный альбом — «Жизнь».
В 2012 году вышел второй сольный альбом — «К тебе».
В 2008—2009 годах дважды становится лауреатом «Граммофона Украины».
В 2013 — лауреатом Национальной музыкальной премии Беларуси.
2013—2014 — Дипломант проекта студии «Ночное такси» (Санкт-Петербург).
2014 — участник (дипломант) фестиваля «Шансон в Юрмале».
Дипломант III Международного фестиваля в Израиле «Шансон без границ».
В 2010 году сыграл эпизодическую роль «Яши» в фильме «Потерпевший» режиссёр Галин А. М., с известным актером, режиссёром, сценаристом Сергеем Газаровым.